# Missile Command
Missile Command és un videojoc Shoot 'em up de 1980 desenvolupat i publicat per Atari i amb llicència de Sega per a llançaments japonesos i europeus. Va ser dissenyat per Dave Theurer, que també va dissenyar el joc de gràfics vectorials d'Atari Tempest del mateix any. El joc va ser llançat durant la Guerra Freda, i el jugador utilitza una bola de seguiment per defensar sis ciutats dels míssils balístics intercontinentals llançant míssils antibalístics des de tres bases.
Atari va portar el joc als seus sistemes domèstics començant amb el port Atari VCS de 1981 de Rob Fulop. Van seguir nombrosos clons contemporanis i remakes moderns. Missile Command està integrat a l'Atari XEGS llançat el 1987, un ordinador de la família Atari de 8 bits reempaquetat com a consola de jocs.

## Desenvolupament
Quan el joc es va dissenyar originalment, les sis ciutats estaven destinades a representar sis ciutats de Califòrnia: Eureka, San Francisco, San Luis Obispo, Santa Bàrbara, Los Angeles i San Diego. Més tard en el desenvolupament, els noms de les ciutats van variar segons el nivell de joc que es jugava, però finalment els noms de les ciutats es van eliminar completament.
Mentre es programava Missile Command, el programador principal, Dave Theurer, va patir malsons d'aquestes ciutats destruïdes per una explosió nuclear.